# Постолка
Посто́лка (Постол; рос. Постолка) — річка в Удмуртії, Росія, права притока річки Іж. Протікає територією Зав'яловського та Малопургинського районів.
Річка починається за 3 км на південний захід від села Верхній Люк на території Зав'яловського району. Протікає спочатку на південний схід, потім плавно повертає на південь; в нижній течії знову повертає на південний схід, а у пригирловій ділянці тече прямо на схід. Впадає до Іжа навпроти гирла річки Яганка. Береги заліснені, окремі ділянки заболочені. Приймає багато дрібних приток, найбільша з яких права Сюзя-Шурка, створено ставки.
Над річкою розташовані такі населені пункти:
- Зав'яловський район — Постол, Середній Постол;
- Малопургинського району — Іваново-Самарське, Курчумський, Курчум-Нор'я, Постольський, 8 км та Яган.